# دستکش آهنی (فیلم)
دستکش آهنی (انگلیسی: The Gauntlet) فیلمی در ژانر اکشن و مهیج به کارگردانی کلینت ایستوود است که در سال ۱۹۷۷ منتشر شد.

## بازیگران
- کلینت ایستوود
- سوندرا لوک
- پت هینگل
- مارا کوردی
- ویلیام پرینس
- بیل مک‌کینی
- کارول کوک
- داگلاس مک‌گراث
- جف موریس